# Pueblo abidji
El pueblo abidji pertenece al grupo étnico de los akan-lagunar, que habitan en la región de lagunas de Costa de Marfil. Sus comunidades se encuentran a unos 100 kilómetros al noreste de Abiyán, cerca de la carretera Abiyán-N’douci, en el departamento de Sikensi, al sur del país. Tienen una población estimada en 89.000 habitantes de mayoría cristiana. El pueblo abidji, de tradición agrícola, posee una rica trayectoria artístico – cultural. El país de Abidji parece haber sido ocupado por sus habitantes actuales a mediados de los siglos XVIII y principios del XIX. Se estima que la mayor parte del tiempo evolucionaron aislados,  viviendo en unos pocos campamentos distribuidos en la masa boscosa de la región. Son hablantes de la lengua abidji, de la familia de lenguas kwa, perteneciente a las lenguas niger-congo.

## Origen
Investigaciones etnográficas del siglo XXI relacionan el origen de los abidji en la fusión de dos grandes migraciones. La primera de estas corrientes parece tener su origen en el pueblo alladian ubicado al sur de la Laguna Ebrié. Esta oleada dio origen a parte del grupo Abidji Enyébé, que aparentemente es el más antiguo y se encuentra en el oeste del país de Abidji. La segunda corriente llegó de oriente y pertenecía al pueblo asante.Se incluyen en este movimiento poblacional a los  Anyi -N’dénié, originarios de los pueblos Agoua,  M’batto y Ebrié. De su integración nacieron los Abidji Ogbru que se establecieron en el este del país en las aldeas de Yaobou, Gomon, Sahouyé, Agouaye, también llamadas Badasso, Elibou y, mucho más al sur, colindando con el país de Adioukrou, N’Doumi-Obou y Aka-Obou.

## Sociedad
Los linajes y clanes del pueblo abidji son patrilineales. Cuando una comunidad crece  suelen dividirla en subclanes que llevan el nombre del antepasado situado en el origen del linaje. La sociedad Abidji, además de su estructura vertical en clanes, subclanes y linajes, tiene una estructura horizontal común a muchos pueblos vecinos de la laguna: las clases de edad o tikpè que unen institucionalmente, cualquiera que sea su clan, a los individuos de cada generación.
El jefe o amo de la tierra ocupa un lugar central dentro de la sociedad tradicional abidji. Se lo reconoce como obou nyane, tradicionalmente es el descendiente patrilineal del fundador de la aldea, es decir, el jefe del clan que se estableció por primera vez en el sitio que la población ocupa en ese momento. También es el intermediario entre la aldea (es decir, su clan fundador y los otros clanes que llegaron posteriormente) y las deidades totémicas a las que periódicamente ofrece sacrificios. Es una tradición típica de los pueblos agrícolas que les habilita o da derecho a cultivar, utilizar la tierra y obtener su alimento de ella. Él es quien preside la tradicional fiesta de dipri. Una fiesta agrícola de año nuevo, donde se clavan cuchillos en el vientre, cicatrizando luego las heridas con una pasta.

## Cultura
Poseen un amplio repertorio musical, con instrumentos de viento y percusión que en diferentes combinaciones han creado ritmos y danzas mixtas o divididas por género. Un ejemplo es el Kpakpatcha, un instrumento de percusión con cañas de bambú, usado principalmente por las mujeres abidji, y que ha dado lugar a danzas tradicionales llamadas abidjan, n’dolé, éyi édji y safré.